# Усиевич, Михаил Александрович
Михаил Александрович Усиевич (1889—1970) — советский врач и физиолог.
Член-корреспондент АМН СССР, доктор медицинских наук, профессор. С 1950 г. директор Института физиологии АМН СССР. В 1935—1950 гг. заведующий кафедрой нормальной физиологии Горьковского медицинского института.
Лауреат Сталинской премии (1951).
Ученик академика И. П. Павлова, соратник П. К. Анохина.

## Биография
Родился в г. Почеп (ныне Брянской области). Рос в селе (ныне город) Уварово.
Окончил Тамбовскую мужскую гимназию.
До 1950 года также руководил кафедрой физиологии и биохимии животных НГСХА.
Среди его учеников профессор А. Б. Страхов, заведующий кафедрой нормальной физиологии ГМИ (1973—1984). Под его совместным с П. К. Анохиным руководством начинала педагогическую деятельность в 1-м Московском медицинском институте И. Б. Козловская, впоследствии член-корреспондент РАН.

## Награды и звания
- Сталинская премия 1 степени (1951);
- Орден Трудового Красного Знамени;
- Медали.

## Научные труды
Автор более ста научных работ.
- Строение и работа человеческого тела / Проф. М. А. Усиевич. — Горький : Горьк. обл. изд- во, 1946.
- И. П. Павлов. Избранные труды / Под общей редакцией М. А. Усиевича. М.: Государственное учебно-педагогическое издательство Министерства просвещения РСФСР, 1954.
- Анатомия и физиология человека : Пособие для учителей сред. школы / А. М. Рябиновская ; Под ред. проф. М. А. Усиевича. — Москва : Учпедгиз, 1955.